# Kinematografia serbska
Artykuł opisuje specyfikę serbskiej kinematografii, na którą składają się filmy powstałe zarówno w Serbii, jak i za granicą przez serbskich filmowców. Kraj ten, zarówno jako niezależne państwo, jak i część byłej Jugosławii, jest ojczyzną wielu reżyserów, którzy tworzą filmy znane na całym świecie.

## Teatr
Serbia posiada długą tradycję związaną z teatrem. Serbski Teatr Narodowy (sr. Српско народно позориште lub Srpsko narodno pozorište) został założony w 1868 w Belgradzie.
Jednym z najstarszych festiwali teatralnych na świecie jest serbski BITEF (ang. Belgrade International Theatre Festival, sr. БИТЕФ Београдски интернационални театарски фестивал). Jego historia sięga 1967 r. Odbywa się on corocznie w Belgradzie, podążając za najnowszymi trendami w sztuce teatralnej. Stał się jednym z pięciu największych i najważniejszych festiwali europejskich. Jest jedną z najbardziej znaczących instytucji kulturalnych w Serbii.

## Kino
Jeszcze przed rozpoczęciem II wojny światowej w Serbii powstało 12 filmów, co dało początek serbskiej kinematografii. Najbardziej znaną przedwojenną produkcją był film Mihailo Popovicia Bitwa o Kosowo.
Po zakończeniu wojny kino rozkwitało. Najbardziej znany powojenny reżyser to Dušan Makavejev, który zasłynął na świecie dzięki filmowi Sprawa miłosna albo tragedia telefonistki (1967), opowiadającemu o jugosłowiańskich politykach. W Szwecji w 1981 powstał kolejny film Makavejeva, Czarnogóra, czyli perły i wieprze. Jednym z najbardziej znanych aktorów okresu powojennego był Zoran Radmilović. 
Kolejne sukcesy serbskiego kina odnotowano w latach 80. i 90. XX w. Reżyser Emir Kusturica zdobył wtedy dwie Złote Palmy: na 38. MFF w Cannes za film Ojciec w podróży służbowej (1985) oraz na 48. MFF w Cannes za Underground (1995). Kusturica kontynuował dobrą passę filmem Czarny kot, biały kot, za który otrzymał Srebrnego Lwa dla najlepszego reżysera na 55. MFF w Wenecji.
W 2001 na terenie Serbii (z wyłączeniem Kosowa) znajdowało się łącznie 167 kin. W tym samym roku kina odwiedziło ponad 4 miliony Serbów.
Film Gorana Paskaljevicia Sen nocy zimowej (2004) wzbudził spore kontrowersje ze względu na sposób przedstawienia roli Serbii w czasie wojny domowej w Jugosławii sprzed dekady.

## Serbowie związani z kinem

### Aktorzy
- Slobodan Aligrudić
- Rade Šerbedžija
- Sasha Alexander
- Bogdan Diklić
- Bekim Fehmiu
- Miki Manojlović
- Lazar Ristovski
- Mirjana Joković
- Ljubiša Samardžić
- Mira Stupica
- Pavle Vujisić

### Reżyserzy
- Srđan Dragojević
- Emir Kusturica
- Peter Bogdanovich
- Dusan Makavejev
- Goran Marković
- Gojko Mitić
- Goran Paskaljević
- Živojin Pavlović
- Aleksandar Petrović
- Lazar Ristovski
- Slobodan Šijan
- Želimir Žilnik
- Boro Drašković
- Nikola Ležaić

## Znane serbskie filmy
- Spotkałem nawet szczęśliwych Cyganów (Skupljači perja)
- Czarny kot, biały kot (Crna mačka, beli mačor)
- Piękna wieś pięknie płonie (Lepa sela lepo gore)
- Underground (Podzemlje)
- Kto tam śpiewa (Ko to tamo peva)
- Ojciec w podróży służbowej (Otac na službenom putu)
- Rodzinny interes (Maratonci trče počasni krug)
- Sztylet (Nož)
- Czas Cyganów (Dom za vešanje)
- Życie jest cudem (Život je čudo)
- Święty Jerzy zabija smoka (Sveti Georgije ubiva aždahu)
- Serbski film (Srpski film)